# Bröder i kvadrat
Bröder i kvadrat (även Släkten är värst) originaltitel: Our Relations) är en amerikansk komedifilm med Helan och Halvan från 1936 regisserad av Harry Lachman.

## Handling
Helan och Halvan har varsin tvillingbror, något som deras respektive fruar inte vet om. Tvillingbröderna Alf och Bert är sjömän och har precis gått i land. Det dröjer inte länge förrän Helan och Halvan flera gånger kommer att förväxlas med bröderna, något som leder till många förvirringar.

## Om filmen
Filmen är baserad på novellen The Money Box av W.W. Jacobs, adapterad av Jack Jevne och Charley Rogers.
I filmen har Helan och Halvan dubbelroller och spelar sina egna bröder, ett koncept som inspirerats av stumfilmen Mother's Joy från 1925 med Stan Laurel, samt duons tidigare kortfilmer Helan och Halvan i Familjeidyll från 1930 och Helan och Halvan som svågrar från 1933.
Filmens musik kom att återanvändas i nyupplagorna av duons tidigare kortfilmer En lycklig dag från 1929, Festprissar från 1930 och Vänligt bemötande från 1932.

### Svensk distribution
Filmen hade svensk biopremiär 29 januari 1937 på biografen Skandia i Stockholm. Den har även visats flera gånger i svensk TV, bland annat 1963, 1976 och 1982 i TV2 och 1993 i TV4.

## Rollista (i urval)
- Stan Laurel – Stan Laurel, Alf Laurel (Halvan)
- Oliver Hardy – Oliver Hardy, Bert Hardy (Helan)
- Alan Hale, Sr. – Joe Grogan
- Sidney Toler – kapten på SS Periwinkle
- Daphne Pollard – mrs. Hardy
- Betty Healy – mrs. Laurel
- James Finlayson – Finn
- Iris Adrian – Alice
- Lona Andre – Lily
- Ralf Harolde – gangsterboss
- Noel Madison – gangster
- Arthur Housman – berusad man
- Sam Lufkin – servitör
- Charlie Hall – man på pantbank
- James C. Morton – bartender
- Harry Bernard – polis
- Tiny Sandford – skurk
- Bobby Dunn – telegrambud[2]